# بي تو بي (فرقة)
بي تو بي (/ˈb[invalid input: 'ː'].toʊ.b[invalid input: 'ː']/; كورية: 비투비; إنجليزية: BtoB اختصار لي Born to Beat) هي فرقة فتيان كورية جنوبية، بسبعة أعضاء تشكلت في عام 2012، بواسطة كيوب إنترتينمنت. الفرقة تضم سيو إونكوانغ، لي مينهيوك، لي نشانغسوب، ليم هيون سيك، بينيل، جونغ ايل هون، ويوك سونغجاي. الفرقة الأولى في مارس، 2012 على إم! كاونت داون مع أغنية("Insane") .

## أعضاء الفريق
| الاسم         | مقدمة |
| ------------- | --- |
| سيو ايونكوانغ | - الاسم : 서은광 (Seo Eun-Kwang، 徐恩光) - تاريخ الميلاد : 22 نوفمبر 1990 - مكان الإزدياد : 용인시 ~ غيونغي (مقاطعة) ~ كوريا الجنوبية - التعليم : 동신대학교 실용음악학과 - الموقع : قائد، 메인보컬 - فترة البداية : 22 مارس ~ 2012 ~               |
| لي مينهيوك    | - الاسم : 이민혁 (Lee Min-Hyuk، 李旼赫) - تاريخ الميلاد : 29 نوفمبر 1990 - مكان الإزدياد : سول ~ كوريا الجنوبية - التعليم : 열린사이버대학교 - الموقع : 리드래퍼، مغني صوتي، 메인댄서 - فترة البداية : 22 مارس ~ 2012 ~                             |
| لي تشانغسوب   | - الاسم : 이창섭 (Lee Chang-Sub، 李昌燮) - تاريخ الميلاد : 26 فبراير 1991 - مكان الإزدياد : سوون ~ غيونغي (مقاطعة) ~ كوريا الجنوبية - التعليم : 호원대학교 실용음악학과 - الموقع : مغني رصاص، رقص عمود - فترة البداية : 22 مارس ~ 2012 ~            |
| ليم هيون-سيك  | - الاسم : 임현식 (Lim Hyun-Sik، 任炫植) - تاريخ الميلاد : 7 مارس 1992 - مكان الإزدياد : غويانغ ~ غيونغي (مقاطعة) ~ كوريا الجنوبية - التعليم : 호원대학교 실용음악학과 - الموقع : مغني صوتي، رقص عمود - فترة البداية : 22 مارس 2012 ~                |
| بينيل         | - 본명 : Peniel Shin (프니엘 신) - 한국명 : 신동근 (Shin Dong-Keun، 辛東根) - تاريخ الميلاد : 10 مارس 1993 - مكان الإزدياد : شيكاغو ~ إلينوي ~ الولايات المتحدة - التعليم : 한양대학교 국제학과 - الموقع : 서브래퍼 - فترة البداية : 22 مارس 2012 ~ |
| جونج ايل-هون  | - الاسم : 정일훈 (Jung Il-Hoon، 鄭鎰勳) - تاريخ الميلاد : 4 أكتوبر 1994 - مكان الإزدياد : غويانغ ~ غيونغي (مقاطعة) ~ كوريا الجنوبية - التعليم : 한국영상대학교 연기과 - الموقع : 메인래퍼 - فترة البداية : 22 مارس ~ 2012 ~                         |
| يوك سونغجاي   | - الاسم : 육성재 (Yook Sung-Jae، 陸星材) - تاريخ الميلاد : 2 مايو 1995 - مكان الإزدياد : 용인시 ~ غيونغي (مقاطعة) ~ كوريا الجنوبية - التعليم : 동신대학교 실용음악학과 - الموقع : مغني صوتي - فترة البداية : 22 مارس ~ 2012 ~                       |

## ديسكوغرافيا
- /- (Born to Beat)-(ولدت لافوز) (2012)
- /- (Press Play)-(؟؟) (2012)
- /- (Thriller)-(إثارة) (2013)
- /- (Beep Beep)-(بيپ بيپ) (2014)
- /- (Move)-(حركة) (2014)
- /- (The Winter's Tale)-(؟؟) (2014)
- /- (Complete)-(كامل) (2015)
- /- (new men)-(رجال جدد)(2016)

## فيلموغرافيا

### العروض الواقعية
- 2012: SBS MTV MTV Diary [16]
- 2012-2015 Weekly Idol Weekly Idol(Ilhoon)(Recurring Host)
- 2014-2015 Hitmaker (Sungjae) (Season 1-2)

### العروض التلفزيونية
- 2013: SBS The Heirs (BTOB، 4 حلقة )
- 2013: Mnet Monstar (BTOB، حلقة 1، 2، 6، 9 'Men In Black')
- 2013: 30 حلقة tvN SNL Korea 4 (BTOB، )
- 2013: tvN Reply 1994 (Sungjae 'Cameo')
- 2014: tvN SNL Korea 5 (Eunkwang)
- 2014: MBC A New Leaf (Minhyuk)
- 2014: tvN Plus Nine Boys (Sungjae)
- 2015: KBS2 Who Are You: School 2015 (Sungjae)

## الجوائز والألقاب
| سنة  | جائزة                        | فئة                                     | نتائج |
| ---- | ---------------------------- | --------------------------------------- | ----- |
| 2012 | MTV Best of the Best         | Best New Artist                         |       |
| 2012 | Cyworld Digital Music Awards | Rookie of the Month (September) ("WOW") |       |
| 2013 | 27th Golden Disk Awards      | Next Generation Star                    |       |
| 2013 | 22nd Seoul Music Awards      | Rookie of the Year                      |       |
| 2013 | SBS MTV's Best of the Best   | Rookie King                             |       |

## روابط خارجية
- بي تو بي على موقع IMDb (الإنجليزية)
- بي تو بي على موقع ميوزك برينز (الإنجليزية)
- بي تو بي على موقع ديسكوغز (الإنجليزية)